# Gare de Sausset-les-Pins
La gare de Sausset-les-Pins est une gare ferroviaire française située sur le territoire de la commune de Sausset-les-Pins dans le département des Bouches-du-Rhône, en région Provence-Alpes-Côte d'Azur. Elle se trouve dans le sud de la commune, à moins de 500 m du centre-ville et du port, aisément accessibles à pied par la rue de l'Église.
Elle est une gare de la Société nationale des chemins de fer français (SNCF) desservie par des trains TER PACA.

## Situation ferroviaire
Elle est située au point kilométrique 851,170 de la ligne de Miramas à l'Estaque, section de dérivation de Miramas à l'Estaque par Port-de-Bouc de la ligne de Paris-Lyon à Marseille-Saint-Charles, entre les gares de La Couronne-Carro et de Carry-le-Rouet. Son altitude est de 23 m.

## Histoire
La gare a été ouverte avec la ligne, le 15 octobre 1915. En pleine guerre mondiale, la gare a surtout vu passer, jusqu'en 1918, de nombreux convois militaires.
Dans les années 1990, la SNCF met fin à la relation grande ligne Paris - Marseille via Cavaillon et Port-de-Bouc (surnommée « le Fosséen »).
Depuis le service d'hiver 2008, les trains TER circulent selon des horaires cadencés.
En 2009 le bâtiment voyageurs a été rénové dans son style d'origine, puis les quais ont été rehaussés en 2010.

## Service des voyageurs

### Accueil
Gare SNCF, elle dispose d'un bâtiment voyageurs, avec guichet, ouvert du lundi au samedi, fermé les dimanches et jours fériés. Elle est équipée d'automates pour l'achat de titres de transport.

### Desserte
Sausset-les-Pins est desservie par des trains TER Provence-Alpes-Côte d'Azur de la ligne 07 Marseille-Miramas (via Port-de-Bouc et Rognac) au rythme cadencé de 14 dans chaque sens en semaine.

### Intermodalité
Un parking pour les véhicules est aménagé.

## Trafic Fret
Passage de trains de marchandises en transit entre Marseille et la zone industrielle de Fos-sur-Mer ou Miramas, dont les rames qui évacuent vers la décharge d'Entressen les ordures de la ville de Marseille.